# Szerzyny
Szerzyny ist ein Dorf der Gemeinde Szerzyny im Powiat Tarnowski der Woiwodschaft Kleinpolen in Polen.

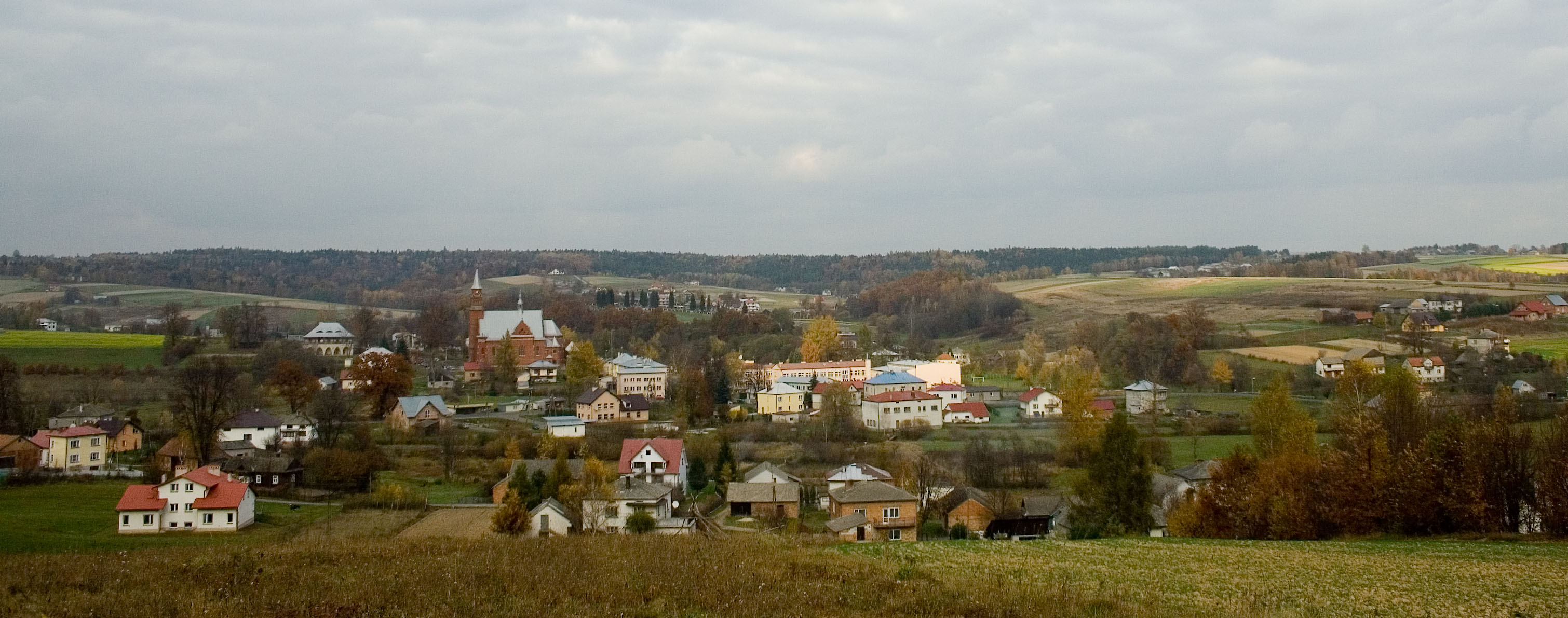
Blick auf das Dorf

## Geographie
Der Ort liegt am Bach Olszynka im Pogórze Ciężkowickie, südlich des Brzanka-Kamms (534 Meter). Die Nachbarorte sind Ołpiny im Westen, Swoszowa im Norden, Czermna im Nordosten, Święcany im Südosten sowie Binarowa im Süden.

## Geschichte
Der Ort wurde laut dem am 23. August 1348 unterschriebenen Gründungsprivileg des Königs Kasimir des Großen, vom beauftragten Gründer namens Iohanni nach dem Magdeburger Recht mit einer Pfarrkirche gegründet. Wahrscheinlich erfanden der gleiche Iohanni mit seinem gleichnamigen Bruder den Namen des neuen Dorfs erst nach dem Besuch des Gebiets des Olszynka-Tals vor August 1349, weil am 7. August ein weiteres königliches Gründungsprivileg für andere neue Siedlung flussaufwärts in Olpina von Iohanni et alteri Iohanni folgte. Der Ortsname Schyrziny tauchte jedoch erst im Jahr 1386, als er mit den benachbarten Olpiny, Święcany und Olszyny an den adeligen Familie Melsztyński, mit dem Sitz in Melsztyn, übergeben wurde. Der Ort wurde später als Sirzyne (1411), Szyrzina (1421) erwähnt. Der Name, früher auch in der singularen Form Szerzyna überliefert, ist topographisch und bezeichnet ein ausgedehntes Flachland (szerzyna), was besonders sichtbar flussaufwärts der Olszynka von Święcany ist, wo das Tal sich erweitert, um eine Ebene zu bilden.
Kurt Lück bezeichnete das Dorf als deutsche Siedlung. Seine Kriterien waren aber sehr großzügig und tendenziös. Marcin Wojciech Solarz hatte dagegen keine Indizien dafür gefunden.
Politisch gehörte das Dorf zum Königreich Polen (ab 1569 Adelsrepublik Polen-Litauen), Woiwodschaft Krakau, Kreis Biecz. Um das Jahr 1600 hatte das Dorf über 200 Einwohner.
Am 3. März erhielt der Gutsherr Stefan Uniatycki ein Erlaubnis zur Gründung der Kleinstadt Stefanów auf dem Grund von Szerzyny, aber der neue Name etablierte sich nicht. Das Stadtrecht wurde in der Zeit des Galizischer Bauernaufstands im Jahr 1846 verloren.
Bei der Ersten Teilung Polens kam Szerzyny 1772 zum neuen Königreich Galizien und Lodomerien des habsburgischen Kaiserreichs (ab 1804). Ab dem Jahr 1855 gehörte Szerzyny zum Bezirk Jasło.
Im Jahr 1900 hatte die Gemeinde eine Fläche von 1628 Hektar, mit 332 Häusern und 1926 Einwohnern, davon waren alle Bewohner polnischsprachig, außer Römisch-Katholiken gab es 31 Juden.
1918, nach dem Ende des Ersten Weltkriegs und dem Zusammenbruch der k.u.k. Monarchie, kam Szerzyny zu Polen. Unterbrochen wurde dies nur durch die Besetzung Polens durch die Wehrmacht im Zweiten Weltkrieg.
Ein Andenken der Schlacht bei Gorlice-Tarnów sind drei Soldatenfriedhöfe.
Von 1975 bis 1998 gehörte Szerzyny zur Woiwodschaft Tarnów.

## Söhne und Töchter
- Józefa Ledwig (* 1935), Volleyballspielerin
- Czesław Stanula (1940–2020), Ordensgeistlicher, katholischer Bischof von Itabuna in Brasilien;

## Sehenswürdigkeiten
- Soldatenfriedhöfe #31, #32 und #33 vom Ersten Weltkrieg